# Somatolophia vatia
Somatolophia vatia is een vlinder uit de familie van de spanners (Geometridae). De wetenschappelijke naam van de soort is voor het eerst geldig gepubliceerd in 1980 door Rindge.
Vatia komt voor in het noorden van de Amerikaanse staat Arizona, meer bepaald ten noorden van de Grand Canyon. Hij onderscheidt zich van andere soorten in het geslacht somatolophia door de rij relatief lange (2 mm) zijwaartse vertakkingen (pectinaties) van de antennes van het mannetje, door zijn grote afmetingen (voorvleugels 22-24 mm lang) en de bleke effen bovenkant van de vleugels.
Het Latijnse bijvoeglijke naamwoord vatius betekent 'naar buiten gekromd' en slaat op de specifieke vorm van de furca.